# Мирне (Байтерецький район)
Ми́рне (каз. Мирное) — село у складі Байтерецького району Західноказахстанської області Казахстану. Входить до складу Макаровського сільського округу.
Населення — 136 осіб (2021; 204 у 2009, 271 у 1999, 337 у 1989).
У радянські часи село називалось Петрово.